# توماس فريمان
توماس فريمان (بالإنجليزية: Thomas Freeman)‏ (13 يونيو 1894 في أستراليا - 19 يونيو 1965 بملبورن في أستراليا) هو لاعب كريكت أسترالي. لعب مع فريق تسمانيا للكريكت.

## وصلات خارجية
- توماس فريمان على موقع إي آس بي آن كريك إنفو (الإنجليزية)